# Илаган, Лоуренс
Лоуренс Илаган (англ. Lourence Ilagan; род. 11 февраля 1978, Филиппины) — филиппинский профессиональный игрок в дартс. Многократный представитель Филиппин на чемпионатах мира по версии Профессиональной корпорации дартса.

## Карьера
Илаган — двукратный четвертьфиналист (2000 и 2006) азиатско-тихоокеанского кубка WDF.
Илаган выиграл квалификацию Национальной федерации дартса Филиппин, чтобы завоевать место на чемпионате мира PDC 2009 года по дартсу, но проиграл Марко Кантеле из Финляндии 5-2 в предварительном раунде.
Илаган дошел до полуфинала 2009 Winmau World Masters. Он победил второго сеяного Скотта Уэйтса, а затем Стива Уэста. Илаган проиграл Робби Грину в полуфинале.
Илаган представлял Филиппины с Кристианом Пересом на Кубке мира по дартсу 2012 года. Они проиграли со счетом 5-3 сборной США в первом раунде.
Илаган выиграл квалификационный турнир на Филиппинах к чемпионату мира 2013 года. Уступая в предварительном раунде валлийцу Джейми Льюису со счётом 1:3 по легам, выиграл следующие три лега и вышел в первый раунд. Он встретился с Колином Осборном в первом раунде и проиграл 0:3. Он должен был вновь сыграть вместе с Пересом на Кубке мира по дартсу 2013 года, но они были вынуждены отказаться от участия из-за проблем с транспортом. Позже в том же году Лоуренс выиграл Открытый чемпионат Гонконга, победив Эдварда Сантоса в финале.
Он победил Переса со счетом 4-1 и выиграл чемпионат мира по мягкому дартсу 2013 года, выбив Стивена Бантинга в четвертьфинале и Рэнди Ван Дерсена в полуфинале. Илаган считает, ключом к успеху стали восьмичасовые тренировка. Призовые за этот успех составили 1 миллион гонконгских долларов. В 2014 году Илаган дошёл до полуфинала на турнире Chinese Dartslive.
Илаган выиграл Soft Tip Dartslive Asia Open 2015, победив Хён Чхоль Пак в финале. Он был партнером Гилберта Уланга на Кубке мира по дартсу, но Филиппины проиграли Бельгии со счетом 1:5 в первом раунде. Победа над Дайсукэ Акамацу позволила Илагану претендовать на Открытый чемпионат Малайзии. Он не смог квалифицироваться на чемпионат мира 2016 года, уступив в квалификационном турнире со счётом 2:3 Алексу Тагарао в финале.

## Результаты на чемпионатах мира

### PDC
- 2009: Предварительный раунд (проиграл Марко Кантеле 2-5) (леги)
- 2013: Первый раунд (проиграл Колину Осборну 0-3)
- 2019: Первый раунд (проиграл Винсенту ван дер Ворту 1-3)
- 2020: Первый раунд (проиграл Кристо Рейесу 2-3)
- 2021: Первый раунд (проиграл Райану Маррею 1-3)